# Lunca Timișului
Lunca Timișului este un sit de importanță comunitară (SCI) desemnat în scopul protejării biodiversității și menținerii într-o stare de conservare favorabilă a florei spontane și faunei sălbatice, precum și a unor habitate naturale de interes comunitar aflate în arealul zonei protejate. Acesta este situat în vestul României, pe teritoriul județului Timiș.

## Localizare
Aria naturală se află în partea central-vestică a județului Timiș pe teritoriile administrative ale orașelor Buziaș, Ciacova și Recaș, și pe cele ale comunelor Chevereșu Mare, Foeni, Ghilad, Giera, Giroc, Giulvăz, Moșnița Nouă, Pădureni, Parța, Peciu Nou, Racovița, Remetea Mare, Sacoșu Turcesc, Șag și  Topolovățu Mare.

## Înființare
Instituirea regimului de arie naturală protejată pentru situl de importanță comunitară „Lunca Timișului” s-a făcut prin Ordinul Ministerului Mediului și Dezvoltării Durabile Nr.1964 din 13 decembrie 2007 (privind instituirea regimului de arie naturală protejată a siturilor de importanță comunitară, ca parte integrantă a rețelei ecologice europene Natura 2000 în România) și se întinde pe o suprafață de 10.172,6 hectare.
Situl reprezintă o zonă umedă (încadrată în două bioregiuni, continentală și panonică) de luncă (mlaștini, turbării, pajiști, fânețe, terenuri arabile, păduri de foioase) ce adăpostește floră și faună diversă și conservă habitate naturale de tip: Râuri cu maluri nămoloase cu vegetație de Chenopodion rubri și Bidention, Cursuri de apă din zonele de câmpie, până la cele montane, cu vegetație din Ranunculion fluitantis și Callitricho-Batrachion, Pajiști de altitudine joasă (Alopecurus pratensis Sanguisorba officinalis) și Zvoaie cu Salix alba și Populus alba.

## Biodiversitate
Situl a fost desemnat în scopul conservării celor patru habitate naturale de interes comunitar, precum și protejării mai multor specii de floră spontană și faună sălbatică din Câmpia Banatului (subunitate geomorfologică ce aparține sud-vestului Câmpiei de Vest).

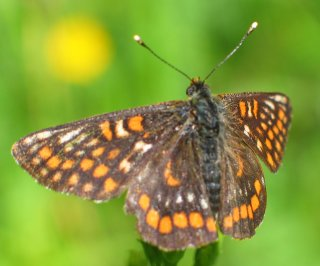
Euphydryas maturna (sin. Hypodryas maturna)

Flora sitului este constituită din arbori (cu specii de  răchită - Salix alba, plop alb - Populus alba, velniș - Ulmus laevis, arin negru - Alnus glutinosa) și vegetație ierboasă specifică zonelor umede, cu specii de trifoi cu patru foi (Marsilea quadrifolia).
Fauna este una diversă și alcătuită din mamifere, amfibieni, pești și insecte; dintre care unele protejate la nivel european prin Directiva CE 92/43/CEE din 21 mai 1992 (privind conservarea habitatelor naturale și a speciilor de faună și floră sălbatică); astfel:  liliacul comun (Myotis myotis), buhai de baltă cu burta roșie (Bombina bombina, specie considerată ca vulnerabilă și aflată pe lista roșie a IUCN), avat (Aspius aspius), zvârlugă (Cobitis taenia), porcușor-de-nisip (Gobio albipinnatus),  boarța (Rhodeus sericeus amarus), ghiborț de râu (Gymnocephalus baloni), petroc (Gobio kessleri), porcușorul de vad (Gobio uranoscopus), țipar (Misgurnus fossilis), fusar (Zingel strebel), dunăriță (Sabanejewia aurata), o comunitate de scoici, cu indivizi din specia Unio crassus (scoică-mică-de-râu), specie considerată cu risc ridicat de dispariție în sălbăticie (înclusă în lista roșie a IUCN), precum și un fluture din specia Euphydryas maturna (Hypodryas maturna).
Printre păsările semnalate în arealul sitului se află mai multe specii protejate (enumerate în anexa I-a a Directivei Consiliului European 147/CE din 30 noiembrie 2009 și Directiva 79/409/CEE din 2 aprilie 1979, privind conservarea păsărilor sălbatice); printre care: pescăruș albastru (Alcedo atthis), grangur (Oriolus oriolus), porumbel gulerat (Columba palumbus), ciocănitoarea de stejar (Dendrocopos medius), ciocănitoarea verde (Picus viridis), capîntorsul (Jynx torquilla), cuc (Cuculus canorus), mierla de apă (Cinclus cinclus), cănăraș (Serinus serinus), turturică (Streptopelia turtur), silvie cu cap negru (Sylvia atricapilla), silvie de câmpie (Sylvia communis), silvie de zăvoi (Sylvia borin),  pupăză (Upupa epops), măcăleandru (Erithacus rubecula), cinteză (Fringilla coelebs), vânturel (Falco vespertinus), stârc pitic (Ixobrychus minutus), stârcul de noapte (Nycticorax nycticorax), sfrânciocul roșiatic (Lanius collurio) și sfrânciocul cu frunte neagră (Lanius minor).

## Căi de acces
- Drumul național DN59, pe ruta Timișoara - Pădureni, Timiș.

## Monumente și atracții turistice
În vecinătatea sitului se află numeroase obiective (lăcașuri de cult, monumente de arhitectură, situri arheologice, arii naturale) de interes istoric, cultural și turistic; astfel:

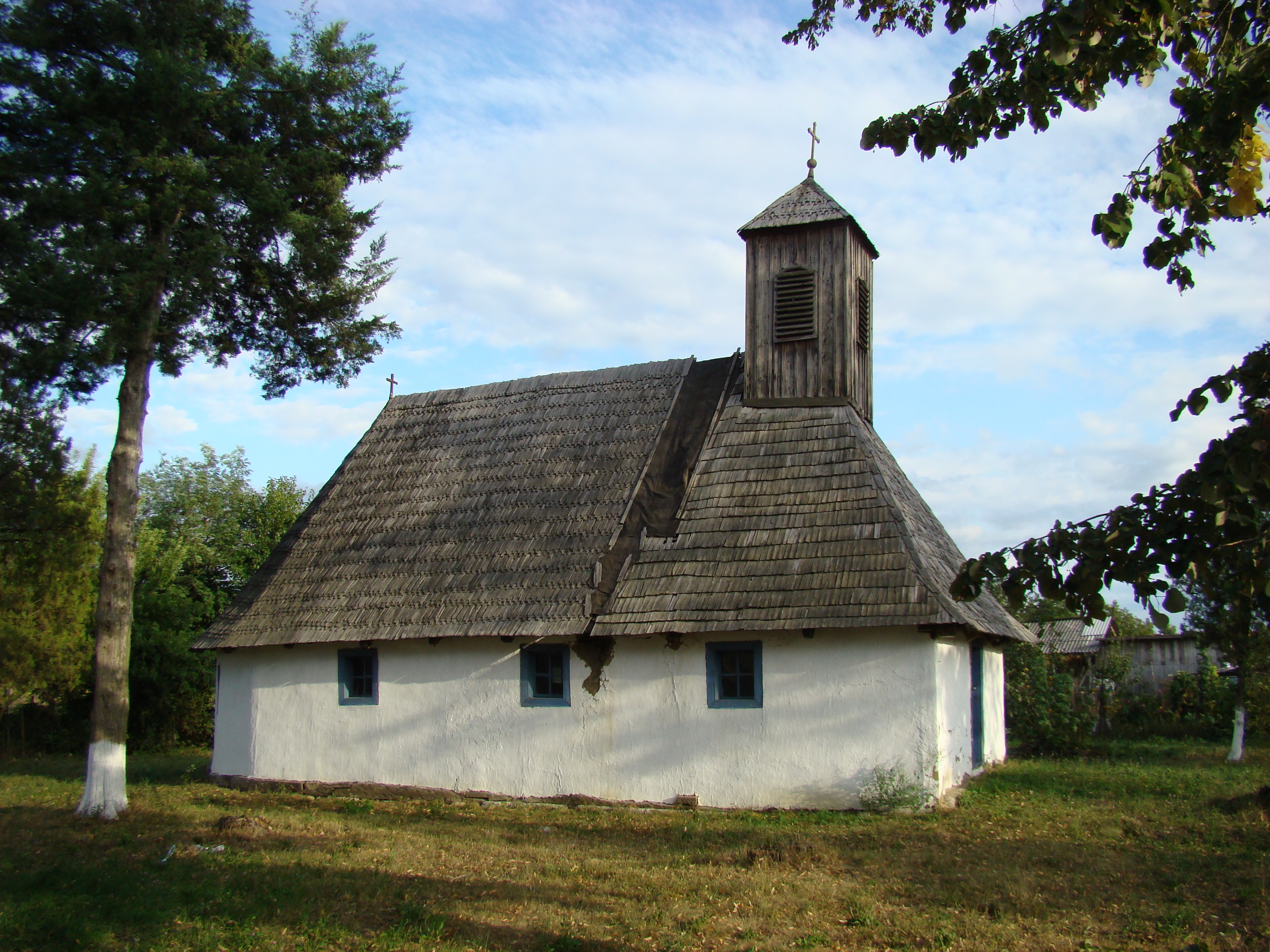
Biserica de lemn din Căpăt

- Biserica de lemn "Adormirea Maicii Domnului" din satul Căpăt, construcție secolul al XVIII-lea, monument istoric.
- Biserica de lemn "Sf. Gheorghe" din satul Cebza, construcție 1758, monument istoric.
- Mănăstirea Cebza
- Biserica "Nașterea Maicii Domnului" din Ciacova, construcție 1827, monument istoric.
- Biserica sârbească "Maica Domnului" din Ciacova, construcție 1768, monument istoric.
- Biserica "Sf. Dumitru" din satul Giroc, construcție 1759, monument istoric.
- Biserica sârbească "Sf. Arhanghel Gavril" din Ivanda, construcție 1851, monument istoric.
- Biserica "Înălțarea Domnului" din Parța, construcție 1851, monument istoric.
- Conacul Gudenus din satul Gad,  construcție secolul al XIX-lea, monument istoric.
- Situl arheologic "Gomila lui Gabor" de la Remetea Mare (Epoca medievală timpurie, mil. I a. Chr., Hallstatt, Latène).